# Wilderbeek
De Wilderbeek is een beek in vochtig-Haspengouw.
De Wilderbeek ontspringt ten noorden van Kleine-Spouwen en in noordelijke richting langs Martenslinde loopt. Vervolgens stroomt ze door het Wilderpark waar ze ten noordwesten van Waltwilder de Broekbeek opneemt. Ze stroomt verder langs het voormalige Kasteel Jonckholt en Kasteel Groenendaal ten oosten van Munsterbilzen. Uiteindelijk komt ze in het Munsterbos om daar, samen met een drietal andere beken, de Munsterbeek te vormen, welke uitmondt in de Demer.
De Wilderbeekvallei is asymmetrisch: De rechteroever vertoont een steilwand, waarop ook hellingbossen en brongebieden te vinden zijn. De linkeroever is vlakker.